# 김양모
김양모(金良模, 1951년 8월 17일 ~ )는 대한민국의 제5대 서울특별시 강동구의원이다.

## 학력
- 함평농업고등학교 졸업
- 한양사이버대학교 졸업

## 경력
- 1971 ~ 1974 농촌진흥청 근무
- 1975 ~ 1983 농협중앙회 근무
- 1999 ~ 2001 주택은행 명일지점 명예지점장
- 주식회사 성장합섬 대표이사
- 강동구 아파트연합회 수석부의장
- 명일LG아파트 입주자대표 회장
- 서울시 아파트 입주자 대표회 총연합회 부회장
- 강동 ·송파 환경운동연합회위원
- 민주평화통일 자문위원
- 대한노인회 강동구지회 자문위원
- 명성교회 협동장로 새성전건축자문위원
- 이부영 특별보좌역
- 대통합민주당 제17대 대통령선거 강동구 갑 선거대책본부장
- 2006.07 ~ 2010.06 제5대 서울특별시 강동구의회 의원
- 2006.07 ~ 2008.06 제5대 서울특별시 강동구의회 전반기 운영위원회 위원
- 2006.07 ~ 2008.06 제5대 서울특별시 강동구의회 전반기 건축위원회 위원
- 2008.07 ~ 2010.06 제5대 서울특별시 강동구의회 후반기 행정복지위원회 위원장
- 2012 서울특별시의회 후보

## 수상
- 2009 한국문화관광서비스 대상 - 혁신지역문화복지부문 대상 수상

## 역대 선거 결과
|  | 19.70% |

|  | 22.87% |

|  | 48.11% |